# Ordoño III. (León)

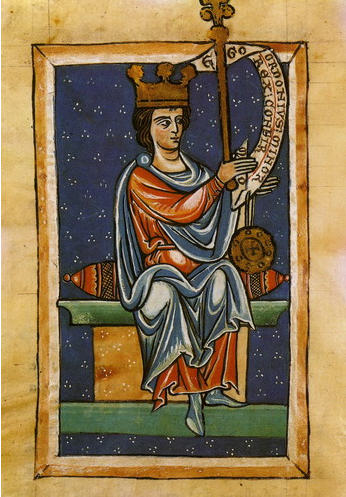
Ordoño III. von León, Miniatur (ca. 10. Jahrhundert)

Ordoño III. (* um 926 in Zamora; † 956) war Sohn des Königs Ramiro II. von León. Er war König von León von 951 bis 956.
Er kämpfte gegen das Königreich Navarra und das Königreich Kastilien, die seinen Stiefbruder Sancho I. von León unterstützten, der Ordoños Anspruch auf den Thron bestritt.
Dies war nicht die einzige Herausforderung seiner Regentschaft. Außer seinem Stiefbruder musste er die Mauren aus Al-Andalus und eine Rebellion in Galicien bekämpfen. Im Kampf gegen die Muslime sandte Ordoño III. seine Armee 955 bis nach Lissabon. Nach dieser Demonstration der Stärke kam es zu einem Abkommen zwischen Ordoño III. und dem Kalifen von Córdoba Abd ar-Rahman III.
Ordoño versuchte die Politik seines Vaters, die Position von León zu stärken, weiterzuführen. Er heiratete die Tochter des Grafen von Kastilien Fernán González, Urraca Fernández, verstieß sie jedoch später, da ihr Vater mit Sancho I. verbündet war.
Urraca brachte mindestens zwei Kinder zur Welt, einen Sohn namens Ordoño, der früh starb, und eine Tochter namens Teresa, die Nonne wurde. Ordoño III. war auch der Vater von Bermudo II. von León. Es ist jedoch nicht sicher, ob dieser ein Sohn von Urraca war oder von einer Nichte des Fürsten Pelayo und Geliebten Ordoños III. stammte.